# Édouard Nzambimana
Édouard Nzambimana, né le 20 décembre 1945 et mort en septembre 2015,, a été Premier ministre du Burundi du 12 novembre 1976 au 13 octobre 1978, date à laquelle ce poste a été supprimé. Il devient ensuite ministre des Affaires étrangères jusqu'en 1982.
Avant de devenir Premier ministre, Nzambimana avait étudié en Belgique et était lieutenant-colonel dans l'armée,.